# مهمة المحلفين
مهمة المحلفين أو خدمة المحلفين عبارة عن خدمة تتمثل في العمل كـ محلف فيما يتعلق بـ الإجراءات القانونية.

## عملية اختيار المحلفين
يجوز لـ المدعي والخصم استبعاد المحلفين المحتملين لأسباب متعددة، قد تختلف من دولة لأخرى، وقد يكون لديهم عدد محدد من حالات الفصل التعسفي، أو التحديات الحتمية التي لا تستلزم بالضرورة إثارتها لأسباب محددة. كذلك، يجوز للقاضي استبعاد المحلفين المحتملين.
وقد كانت بعض المحاكم تتفهم المخاوف المتعلقة بخصوصية المحلفين وبالتالي تشير إليهم بالأرقام، وتجري الاستجواب التمهيدي في جلسة سرية (على سبيل المثال الجلسات الخاصة). في الولايات المتحدة، كانت هناك كذلك التحديات التي يشهدها التعديل الخامس واعتراضات الخصوصية الطبية (مثل نقل التأمين الصحي وقانون المحاسبة(HIPAA)) على هذا.

## دوائر الاختصاص

### أستراليا
تستخدم أستراليا نظامًا عدائيًا، ويتم اختيار المحلفين المحتملين عشوائيًا من اللائحة الانتخابية.

#### نيو ساوث ويلز
يتولى إدارة نظام هيئة المحلفين بنيو ساوث ويلز فرع خدمات هيئة المحلفين بمكتب شريف نيو ساوث ويلز، وهو مكتب تابع لـ إدارة النائب العام ومحامي العدل (نيو ساوث ويلز)، ويعمل وفقًا لـ قانون هيئة المحلفين لعام 1977 وقانون تعديل هيئة المحلفين لعام 2010. ويتم تناول هذه التشريعات التي تتعرض بالتفصيل للأشخاص المستبعدين أو غير المؤهلين أو قد ترد كذلك الأشخاص الذين تم إعفاؤهم من خدمة هيئة المحلفين بالتفصيل. بالإضافة لذلك، يذكر قانون إعفاء هيئة المحلفين لعام 1965 والقسم 7، «الإعفاء المبرر»، من تقرير,  لجنة إصلاح القوانين  رقم 117 لعام (2007) بالتفصيل الأشخاص الآخرين الذين لا يمكنهم أو لا يجوز لهم أن يضطلعوا بالعمل كمحلفين وإلا المطالبة بإعفائهم في حالة قبولهم.
يجوز استبعاد الأفراد العمي و/أو الصم من خدمة هيئة المحلفين.
أثناء عملية اختيار المحلف، يجوز لكلا الطرفين الاعتراض على ثلاثة محلفين محتملين كحد أقصى دون إبداء الأسباب.
ويتولى مكتب الشريف بنيو ساوث ويلز نشر المواد اللازمة للمحلفين. ويجوز تعويض المحلفين لقاء خدمتهم.

### الولايات المتحدة الأمريكية
يقصد بالدعوة القضائية أي إجراء أو دعوى، بما في ذلك أي إدانة أو أي إجراءات أولية أو معلوماتية أو غيرها من الإجراءات ذات الطابع القضائي، ولكن لا يندرج تحتها الإجراءات الإدارية (أوامر الاستدعاء أو مذكرات الإحضار، يستخدمها قاضي القانون الإداري لتعمل بمثابة شاهد). وبهذا، لا تشتمل الإجراءات الإدارية على هيئات محلفين؛ غير أنها ليست إعلامية أو أولية بطبيعتها ويتخذ فيها القاضي قرارات نهائية.
وعندما يتم استدعاء أحد الأشخاص للمثول أمام مهمة هيئة المحلفين في الولايات المتحدة، فعندها تكون الخدمة إلزامية ويجب على الشخص الحضور. ولا يعد عدم الامتثال لمهمة هيئة المحلفين أمرًا غير قانونيٍّ من الناحية الفنية وقد يؤدي إلى أن يدرج الفرد مرة أخرى ضمن مجموعة الانتقاء ليتم استدعاؤه للمشاركة في محاكمة أخرى. ومع ذلك، يؤدي التجاهل المتكرر لاستدعاءات هيئة المحلفين إلى تعرض الفرد لعقوبات صارمة. ولا يسمح لأصحاب العمل بطرد موظف بسبب استدعائه للانضمام لمهمة هيئة المحلفين؛ ولكن عادةً لا يكونون ملزمين بدفع رواتبهم خلال هذه الفترة. وعند حضورهم، قد يطلب من المحلفين المحتملين أن يعملوا بمثابة محلفين في إحدى المحاكمات، أو قد يتم صرفهم.
في الولايات المتحدة، يتم الدفع لموظفي الحكومة في إجازة مدفوعة الأجر (وفقًا لقانون ) عن تلك الفترة التي قضوها في العمل كمحلفين (تعرف عند بعض المنظمات كذلك باسم مهمة المحكمة أو إجازة المحكمة). وقد اعتمدت العديد من المنظمات شبه الحكومية هذا الحكم في دلائل عقودها. وبناءً على ذلك، يتم الدفع لموظفي الحكومة طالما أن الاستدعاءات التي تلقوها ذات صلة بالإجراءات القضائية، من قِبل المحكمة أو السلطة المسؤولة عن سلوك هذه الدعوى والتي تستلزم أن يعمل الشخص كمحلف (أو شاهد) في مقاطعة كولومبيا، أو دولة أو إقليم أو دولة تابعة للولايات المتحدة أو بورتوريكو، أو إقليم جزر المحيط الهادي المشمول بالوصاية.
وانعقدت المحكمة العليا للولايات المتحدة للفصل في قضية باتلر ضد بيرس، 240 الولايات المتحدة 328 (1916)، وقضت أن التعديل الثالث عشر لا يحظر «إنفاذ تلك المهام التي يدين بها الأفراد للدولة، كتأدية الخدمة في الجيش، أو الميليشيات في صورة هيئة محلفين، وما إلى ذلك».

#### ردود الفعل
برغم أنه ينظر لمهمة هيئة المحلفين بدورها الفعال في إقامة العدل و، على هذا النحو، تعتبر شرطًا من شروط الحصول على الجنسية الأمريكية,  وجهت انتقادات لمهمة هيئة المحلفين من قبل بعض الجماعات التحررية باعتبارها شكلًا من أشكال التسخير الجبري أقرب إلى التجنيد الإجباري. وعلى هذا، يعتبر المحلفون مجندين بالإجبار بدلًا من كونهم متطوعين، ولكن من الناحية العملية، يتم إعفاء المحلفين غير الراغبين في الاستمرار في القضايا التي يتوقع أن تستمر لأشهر.
وفي كل من الولايات المتحدة وكندا، بشكل عام يتم إعفاء المحلفين المتهمين بالاستنكاف الضميري عن أداء الخدمة من الخدمة. ويشمل ذلك بشكل أساسي جماعات مثل أميش، والمينونايت ذات الطراز القديم، والمينونايت المحافظين.

#### خداع هيئة المحلفين في الولايات المتحدة
في السنوات الأخيرة، كان مواطنو الولايات المتحدة بمثابة أهداف لـ «خداع هيئة المحلفين»، حيث يستدعيهم أشخاص متنكرون في زي ضباط من المحكمة، مدعين أن الشخص لم يحضر لأداء مهمة هيئة المحلفين وبالتالي يتحتم عليه دفع رسوم. ثم يقال لتلك الأهداف أن المسألة يمكن حلها في حال إعطاء المعلومات الشخصية.
ومع ذلك، تستخدم المحاكم الفيدرالية في معظم الأحيان خدمة البريد الأمريكية، ولا تستلزم المكالمات ضرورة الحصول على المعلومات الشخصية.

## مهمة هيئة المحلفين باعتبارها نموذجًا
يرى البعض مهمة هيئة المحلفين باعتبارها نموذجًا لأنواع أخرى من الخدمة المدنية. وقد تستفيد المناقشات المدنية الوطنية الخاصة بـ «إصلاح الجمود والفساد السياسي» في الولايات المتحدة، كمثال، من الهيكل المدروس.